# Триобет (баскетбольный клуб)
БК «Триобет» (лит. KK Kauno Triobet) — литовский баскетбольный клуб из Каунаса. Основан в 2008 г. на основе команды баскетбольной школы «Арвидаса Сабониса» после того, как букмекерская контора ТриоБет прекратила финансирование эстонского клуба 2Триобет/Далкия". Фактически являлся фарм-клубом каунасского «Жальгириса». Принял участие в чемпионате Литвы (занял 6-е место в регулярном первенстве, уступил в четвертьфинале плей-офф) и Балтийской баскетбольной лиге (3-е место в регулярном чемпионате и поражение в четвертьфинале плей-офф Кубка вызова). В 2009 г. в условиях финансового кризиса был объединён с другим каунасским клубом — «Айшчяй». Часть баскетболистов оказалась в составе «Айшчяй», часть — в «Жальгирисе».